# Hansenochrus gladiator
Hansenochrus gladiator är en spindeldjursart som först beskrevs av Jules Rémy 1961.  Hansenochrus gladiator ingår i släktet Hansenochrus och familjen Hubbardiidae. Inga underarter finns listade i Catalogue of Life.